# Twentynine Palms (Film)
Twentynine Palms ist ein Liebesdrama mit Horrorfilm-Elementen von Bruno Dumont, dessen Außenaufnahmen im Jahr 2003 im Joshua-Tree-Nationalpark in Kalifornien gedreht wurden. Erst im Jahr 2007 kam der Film in Deutschland in Originalfassung mit deutschen Untertiteln in die Kinos. Im September 2009 lief im deutschen Fernsehen eine synchronisierte Fassung auf 3sat.

## Handlung
Der Fotograf David bricht mit seiner russischen Freundin Katia in Los Angeles auf, um in Kalifornien nach Motiven für ein Fotoshooting zu suchen. Von der Gemeinde Twentynine Palms aus durchstreifen sie in ihrem Hummer auf einsamen Pisten die Wüste nahe dem Joshua-Tree-Nationalpark und genießen die Schönheit der Landschaft. Da Katia kaum Englisch spricht und David kein Russisch, verständigen sie sich auf Französisch, was beide aber gleichfalls nur rudimentär beherrschen; entsprechend begrenzt ist ihre verbale Kommunikation. Intensiver ist hingegen ihre nonverbale Kommunikation: Häufig streiten sie miteinander, versöhnen sich aber alsbald wieder, indem sie (naturalistisch gefilmten) Sex haben – bis ihre Gemeinsamkeit eines Tages ein jähes Ende findet. Drei Männer überfallen das Paar in der Wüste. David wird mit einem Baseballschläger schwer am Kopf verletzt und einer der Männer vergewaltigt ihn anschließend, während Katia von einem anderen Mann festgehalten zuschauen muss. Als sie ins Motel zurückkehren, wird Katia von David durch zahlreiche Messerstiche getötet. Dann kehrt er zum Sterben in die Wüste zurück.

## Hintergründe
Extrem lange Kameraeinstellungen der Autofahrten wechseln sich ab mit gleichfalls sehr langen Einstellungen bei gelegentlichen Spaziergängen, beim Sex und bei Aufenthalten im Motel und dem Swimmingpool.
Außer gelegentlichen Country-Songs von Takatomi Sunset, die im Autoradio laufen, ist keine Filmmusik in klassischem Sinn zu hören. Dafür sind manche Geräusche akzentuiert und übernehmen teilweise diese Funktion.
Der Regisseur Bruno Dumont im Interview der Wochenzeitung Der Freitag über die Wüste als Drehort: „Die Wüste ist ein Ort der Gnade, an dem man sich frei und nackt bewegen kann. Es ist das Paradies, der Ursprung der Leidenschaft, des Begehrens, der Liebe. Und zugleich ist es ein feindseliger Ort. Ihm wohnt etwas Verdorbenes inne. Diese Doppeldeutigkeit finde ich großartig. Nirgendwo sonst spürt man, wie untrennbar Liebe und Tod miteinander verknüpft sind.“

## Kritiken
Die Zeit kommentierte: „Dass das Kino zwar nicht zerstören, aber immer noch verstören kann, dass einzelne Bilder selbst unter Hunderten von Filmen noch eine infektiöse Kraft entwickeln können“ und ergänzte:
„Man könnte Twentynine Palms als theologischen Versuch lesen, der von der Vertreibung aus dem Paradies erzählt. Weil der verdorrte Garten Eden dieses nackten Paares schon ein zutiefst profaner, aggressiver ist, muss die Vertreibung umso fürchterlicher sein.“
Die Berliner taz bezeichnete den Film als „Schockkino: Der französische Regisseur Bruno Dumont schickt in Twentynine Palms ein kommunikationsgestörtes Paar in die Wüste“ und kommentierte:
„Die Bedrohung, die Dumont in der Weite des amerikanischen Westens verspürt hat, war bereits in seinen französischen Provinzdramen gegenwärtig. In Twentynine Palms macht sie sich als diffuse Ahnung bemerkbar, auch weil man inzwischen Dumonts Faible für blutige Wendungen kennt. Aber da ist auch eine Spannung zwischen dem Fotografen David (David Wissak) und seiner russischen Freundin Katia (Katia Golubeva). Die Frau scheint etwas labil und ihr Kommunikationsproblem erschwert die Beziehung zusätzlich: Unterhalten müssen sie sich in Französisch, einer Sprache, die beide nur rudimentär beherrschen. Früh im Film gibt es einen Dialog zwischen ihnen, der fast komisch ist – bis man enttäuscht feststellt, dass er die Essenz von Dumonts Film umfasst. David beschwert sich ungehalten, dass ihre Gespräche keinen Sinn ergeben, er könne Katias Logik nicht folgen. Die Stimmung zwischen den beiden droht zu kippen, bis Katia ihn kichernd mit den Worten Ich liebe dich! unterbricht. Dann gehen sie aufs Motelzimmer und vögeln – laut, schnell, mechanisch. Die Zyklen von langen, ereignislosen Autofahrten und dem animalischen Grunzen und Stöhnen der beiden Hauptdarsteller verleiht Twentynine Palms eine lose Struktur.“
Im Berliner Tagesspiegel hieß es:
„Es gibt Augenblicke der Zärtlichkeit in diesem Horrorfilm, es gibt das Lächeln Katias und Davids entspannte Coolness. Manchmal haben sie Spaß, nicht gerade beim Sex, der ist physisch und verzweifelt und laut, aber etwa, wenn sie sich abseits der Asphaltstraßen am Steuer abwechseln und Katia ihre ersten Fahrübungen macht. Und eine schöne Müdigkeit ist manchmal über den beiden am Abend auf dem Hotelbett, beim Fußnägellackieren oder beim Pizza-Wegschlecken aus der Wegwerfpappe.“

## Auszeichnungen
Der Film nahm am Wettbewerb der Internationalen Filmfestspiele von Venedig 2003 teil, ging bei der Preisvergabe allerdings leer aus.

## Trivia
Unter dem Titel 29 Palms kam im Jahr 2002 eine Thrillergroteske von Leonardo Ricagni in den Verleih.

## Belege
- Twentynine Palms bei IMDb
- Kritik auf artechock.de
- Auszug aus dem Drehbuch (Memento vom 30. Oktober 2007 im Internet Archive) (französisch; PDF; 32 kB)